# Quadril
Quadril (português brasileiro) ou Anca (português europeu) é a projeção óssea do fêmur que é conhecida como o trocânter maior, e os músculos e gorduras na região. A articulação do quadril é a articulação entre o fêmur e o acetábulo da pelve, e sua principal função é suportar o peso, equilibrar o corpo em posturas estáticas (de pé) e dinâmicas (caminhando ou correndo), proteger o sistema reprodutor e a parte inferior do sistema digestivo.
A articulação do quadril é uma diartrose (articulação sinovial), do tipo esferóide (esferoidal), ou seja, possui cápsula articular, a qual possui líquido sinovial.
Os principais ligamentos que ajudam a manter a estabilidade desta articulação são: ligamento iliofemoral, pubofemoral e isquiofemoral.O

## Descrição e funções
Osso coxal (português europeu) ou osso do quadril (português brasileiro) os innominatum/os coxa, no latim, é um osso localizado na base da coluna vertebral dos mamíferos. No ser humano, o osso do quadril é formado a partir de três ossos, o ísquio, o púbis e o ílio, que se juntam com a idade, mas no embrião são bem distinguíveis. O osso do quadril forma o esqueleto da pelve (pelve óssea), junto com os ossos sacro e cóccix.
Cada ser humano possui um par de ossos do quadril, dispostos simetricamente e ligados entre si pela sínfise púbica. O par é chamado genericamente púbis. O osso do quadril articula-se com o fêmur através da chamada face semilunar do acetábulo, sendo que a fossa do acetábulo serve para passagem do ligamento da cabeça do fêmur, que se liga à incisura do acetábulo. O acetábulo é dividido entre as partes do quadril, não pertencendo totalmente a nenhum deles.
Uma de suas principais funções além da sustentação é proteger o sistema reprodutor e o sistema digestivo inferiormente. Comparando-se o púbis de um macho com o de uma fêmea, observam-se diferenças significativas quanto ao ângulo formado pelos ossos do quadril, ângulo que costuma ser maior nas fêmeas.
O ílio em sua vista lateral-posterior é formada superiormente pela borda do ílio, e anteriormente possui a espinha anteroinferior e a espinha anterossuperior do ílio, e posteriormente também possui espinhas posteroinferior e superior do ílio, servindo todas de estrutura ligamentar. Na asa do ílio na sua parte lateral, encontra-se a fossa glútea, e em sua parte medial uma fossa ilíaca, que abrigam seus respectivos músculos. Já na sua vista medial anterior, possui a face auricular, chamada assim por seu formato de orelha, que se liga à estrutura do sacro.
O ísquio possui a incisura isquiática maior, que da passagem para o nervo ciático, e mais inferiormente a incisura isquiática menor, separadas pela  espinha do ísquio. Mais inferiormente, encontramos a tuberosidade do ísquio, seguindo o ramo do ísquio que vai de encontro a púbis.
No púbis ou pube, visto lateroposteriormente do ísquio para o ílio, vemos o ramo inferior do púbis e, em seguida, o tubérculo púbico. Superiormente, encontramos o ramo superior do pube.
Estruturas que não estão em sua totalidade em uma determinada parte do quadril são:
- Forame obturado: se encontra entre o ísquio e o pube.
- Acetábulo: tem uma porção em cada parte do quadril. É formado pela borda do acetábulo que é interrompida na incisura do acetábulo inferiormente. Encontramos também a fossa do acetábulo e, rodeando esta superiormente, a face semilunar do acetábulo que realmente entra em contato com o fêmur. A fossa do acetábulo existe para a passagem do ligamento da cabeça do fêmur que se liga na incisura do acetábulo.